# Milton Cato
Robert Milton Cato (Saint Vincent, 3 giugno 1915 – Kingstown, 10 febbraio 1997) è stato un politico sanvincentino.
Fu Primo Ministro di Saint Vincent e Grenadine.

## Biografia e attività politica
Nacque nell'isola di Saint Vincent. Durante la Seconda guerra mondiale combatté nell'esercito canadese. Tornato in patria, iniziò la sua carriera politica per diventare nel 1955 cofondatore del Saint Vincent Labour Party. Nel 1967 fu nominato Amministratore Capo per diventare Primo Ministro nel 1969.
Il suo partito perse le elezioni nel 1972, per poi tornare al governo nel 1974; Cato governò per altri 10 anni. Egli fu il principale responsabile dell'indipendenza di Saint Vincent ottenuta nel 1979. Sebbene socialista, il suo governo si opponeva al marxismo e pertanto preferì non fornire appoggio ad altri governi socialisti quali Cuba, Grenada o la Guyana. Si avvicinò invece a stati più liberali come Barbados e Trinidad e Tobago, con i quali instaurò una collaborazione sul piano economico e militare.
Morì a Kingstown, Saint Vincent.